# Ahmedgarh
Ahmedgarh é uma cidade e um município no distrito de Sangrur, no estado indiano de Punjab.

## Demografia
Segundo o censo de 2001, Ahmedgarh tinha uma população de 28,007 habitantes. Os indivíduos do sexo masculino constituem 53% da população e os do sexo feminino 47%. Ahmedgarh tem uma taxa de literacia de 70%, superior à média nacional de 59.5%; com 56% para o sexo masculino e 44% para o sexo feminino. 11% da população está abaixo dos 6 anos de idade.